# Tim Aker
Tim Aker (ur. 23 maja 1985 w Orsett) – brytyjski polityk, poseł do Parlamentu Europejskiego VIII kadencji.

## Życiorys
Ukończył studia licencjackie z zakresu historii i polityki na University of Nottingham. Należał do organizacji Conservative Future, młodzieżówki Partii Konserwatywnej. Następnie związał się z Partią Niepodległości Zjednoczonego Królestwa. Pracował w eurosceptycznej organizacji Get Britain Out oraz w think tanku TaxPayers' Alliance. Został później zatrudniony w administracji partyjnej UKIP. W wyborach w 2014 z ramienia tego ugrupowania uzyskał mandat eurodeputowanego VIII kadencji. W trakcie kadencji wystąpił z UKIP, a w 2019 dołączył do Brexit Party.